# Montiano (Magliano in Toscana)
Montiano is een plaats (frazione) in de Italiaanse gemeente Magliano in Toscana.